# Lichonycteris obscura
O Lichonycteris obscura é uma espécie de morcego da América do Sul e Central. Foi anteriormente considerado monotípico dentro do gênero Lichonycteris, mas agora é reconhecido como uma das duas espécies desse gênero, juntamente com o Lichonycteris degener. É uma pequena espécie de morcego, com adultos pesando 6–11 gramas (0,21–0,39 onça) e com um comprimento total de 46–63 milímetros (1,8–2,5 polegadas).

## Taxonomia e sistemática
Esse morcego foi descrito pelo mamologista britânico Oldfield Thomas em 1895 como Lichonycteris obscura, com base em um espécime de Manágua, Venezuela. O nome genérico Lichonycteris é das palavras gregas lichas, que significa pendurado no penhasco, e nycteris, que significa morcego. O epíteto específico obscura é da palavra latina obscura, que significa de cor escura.
O Lichonycteris obscura é uma das duas espécies do gênero Lichonycteris. A outra espécie do gênero, Lichonycteris degener, foi anteriormente considerado coespecífico (a mesma espécie que) com o Lichonycteris obscura e ocasionalmente foi incluído como uma subespécie deste último. Ambas as espécies de Lichonycteris fazem parte de um grupo altamente especializado de glossofaginos na subtribo Choeronycterina. Não tem subespécies reconhecidas.

## Descrição
O Lichonycteris obscura é uma pequena espécie de morcego, com um comprimento de antebraço de 29,8 a 35.5 milímetros, um comprimento de cauda de 6-11 milímetros e um comprimento total de 46-63 milímetros. Os adultos pesam 6-11 gramas. Sua pelagem é tricolor, com uma estreita faixa basal marrom escura na pelagem dorsal, e um dorso ligeiramente mais escuro. A membrana da asa está presa aos pés em cerca de metade do comprimento dos metatarsos. O cotovelo e o metacarpo do polegar são densamente peludos. A cauda se estende até os joelhos e a ponta se eleva da membrana caudal bem desenvolvida, presa aos tornozelos. A folha do nariz é pequena e em forma de triângulo equilátero, com bigodes conspícuos. O calcar é caracteristicamente longo e tem quase o comprimento do pé. O Lichonycteris obscura tem um focinho robusto e alongado, com uma mandíbula inferior mais longa que faz com que o lábio inferior se estenda como um deslizamento. Os incisivos inferiores estão ausentes. A fórmula dentária é 2.1.2.2 | 0.1.3.2, com 26 dentes totais.
O Lichonycteris obscura pode ser confundido com o Cheorniscus minor, Choeroniscus godmani e Scleronycteris ega, sendo distinguido dessas e de outras espécies de Choeronycterini por seus dois molares superiores, pêlo dorsal tricolor com uma faixa basal escura, o cotovelo bem peludo e o comprimento da membrana da asa. Também parece com o morcego capixaba nectarívoro, mas não possui o focinho inflado anteriormente e as pré-maxilas bem desenvolvidas deste, difere na posição dos incisivos superiores e possui três molares superiores, contra dois do nectarífero capixaba.

## Biologia
A folhagem é usada como abrigo diurno pelo Lichonycteris obscura. Fendas sob árvores caídas perto de córregos também são usadas comopor morcegos migratórios na Costa Rica. O Lichonycteris obscura se reproduz durante a estação seca nos Neotrópicos. Fêmeas com embriões foram relatadas no México em maio, na Guatemala em fevereiro, na Costa Rica e Venezuela em março e no Brasil em agosto. Fêmeas lactantes foram relatadas na Costa Rica em janeiro e no Equador em outubro. Os embriões podem pesar até 30% do peso corporal da fêmea. Os testículos masculinos variam em tamanho de 1 a 3 milímetros .

### Dieta
O Lichonycteris obscura se alimenta de néctar, pólen e insetos. Poliniza lianas Marcgravia e bromélias Vriesea, e é um importante polinizador do cacto Weberocereus tunilla. Também foi observado alimentando-se de Ceiba pentandra, Matisia ochrocalyx, Matisia bracteolosa, Quararibea cordata, Quararibea parvifolia, Ochroma pyramidale, Markea neurantha, Mucuna holtonii, Calyptrogyne ghiesbreghtiana e espécies do gênero Musa e da família Urticaceae. No México, a maior parte do conteúdo estomacal é pólen de plantas Lonchocarpus A presença de sementes de Melastomataceae nas fezes de indivíduos da Guatemala sugere que o Lichonycteris obscura pode ser um dispersor de sementes ali. Em áreas da Costa Rica onde o morcego é um visitante sazonal, ele compartilha seu nicho de alimentação com Glossophaga commissarisi e Hylonycteris underwoodi.

## Distribuição e habitat
Lichonycteris obscura é encontrado no sul de Chiapas, no México, e ao sul por toda a América Central. Na América do Sul, ocorre na região andina da Amazônia desde a Venezuela, Guiana, Suriname e Guiana Francesa até a Bacia Amazônica no Brasil, sendo registrado em altitudes de até mil metros (39 mil pegadas). Também está presente na encosta do Pacífico dos Andes na Venezuela, Colômbia e oeste do Equador, e na encosta amazônica no Peru e na Bolívia. No Brasil, a espécie é encontrada nos estados do Amapá, Amazonas, Bahia, Espírito Santo, Pará, Alagoas e Rondônia, nos biomas da Amazônia e Mata Atlântica. Em termos hidrológicos, está presente nas sub-bacias do litoral do Amapá, Alagoas, Pernambuco e Paraíba, do Madeira e do Tapajós.
O Lichonycteris obscura ocorre principalmente em vegetação antiga, como floresta tropical, savanas e floresta tropical decídua. No entanto, também é conhecido por habitar matagais secos na Guiana Francesa, habitat perturbado, campos abertos e edifícios na Nicarágua, pomares no Panamá, florestas exploradas na Venezuela, clareiras abertas no Peru, bananais e seringueiras na Guatemala e floresta de mosaico no Brasil. A folhagem é usada como poleiro de dia na Costa Rica.

## Situação
O Lichonycteris obscura está listado como de menor preocupação (LC) pela Lista Vermelha da União Internacional para a Conservação da Natureza (IUCN / UICN), devido à sua ampla distribuição e presença em áreas protegidas, como a Floresta Nacional do Amapá (Flona Amapá), a Reserva Extrativista Tapajós-Arapiuns (Resex Tapajós-Arapiuns) e a Área de Proteção Ambiental de Murici (APA Murici). No entanto, a espécie é naturalmente incomum onde ocorre. Ela está listado como vulnerável na Lista Vermelha de Mamíferos Equatorianos. As ameaças ao morcego incluem desmatamento e fragmentação de habitat. Em 2005, foi classificada como vulnerável na Lista de Espécies da Fauna Ameaçadas do Espírito Santo.